# ميك كيلهير
ميك كيلهير (بالإنجليزية: Mick Kelleher)‏ هو لاعب كرة قاعدة أمريكي، ولد في 25 يوليو 1947 في سياتل في الولايات المتحدة.

## وصلات خارجية
- ميك كيلهير على موقعبيزبول رفرنس.كوم (الدوري الرئيسي) (الإنجليزية)
- ميك كيلهير على موقعبيزبول رفرنس.كوم (الدوري الثانوي) (الإنجليزية)
- ميك كيلهير على موقع مشجعي الرسوم البيانية (الإنجليزية)